# Герб Новосокольнического района
Герб муниципального образования Новосоко́льнический райо́н Псковской области Российской Федерации — опознавательно-правовой знак, служащий официальным символом муниципального образования.
Герб утверждён решением Собрания депутатов Новосокольнического района № 19 от 16 сентября 2004 года.
Герб внесён в Государственный геральдический регистр Российской Федерации под регистрационным номером 1547.

## Описание герба
«В лазоревом (синем, голубом) поле серебряный летящий в перевязь сокол (видимый со спины) над зелёной оконечностью, с противосоставным чёрным и серебряным завершением».
Герб Новосокольнического района может воспроизводиться в двух равнодопустимых версиях:
 — без вольной части;
 — с вольной частью — четырехугольником, примыкающим изнутри к верхнему и левому краю герба Новосокольнического района с воспроизведенными в нем фигурами герба Псковской области. Версия герба с вольной частью применяется после соответствующего законодательного закрепления порядка включения в гербы муниципальных образований Псковской области вольной части с изображением герба Псковской области.

## Обоснование символики
Город Новосокольники появился как железнодорожная станция, по которой было открыто движение поездов в 1901 г. эта особенность воспроизведена в гербе геральдической фигурой чёрно-белым поясом, что созвучно изображению железных дорог на картах и схемах.
Само название станции, а с 1925 г. города Новосокольники отражено летящим соколом, что делает герб гласным. Гласные гербы, в которых фигуры указывают на название или имя владельца, считаются наиболее традиционными для геральдики.
Зелёная оконечность указывает на развитую в районе сельскохозяйственную деятельность.
Серебро (белый) в геральдике символизирует чистоту, благородство, мир, взаимосотрудничество.
Лазурь (синий, голубой) в геральдике — символ искренности, чести, славы, преданности, истины и добродетели.
Зелёный цвет — символизирует природу, надежду, весну и здоровье.
Чёрный цвет в геральдике символизирует благоразумие, мудрость, скромность, честность.
Герб разработан при содействии Союза геральдистов России.
Авторы герба: идея герба — А. Андреев (Новосокольники); доработка герба: Константин Мочёнов (Химки); обоснование символики: Кирилл Переходенко (Конаково); художник и компьютерный дизайн: Галина Русанова (Москва).